# قلعه کچکه
بقایای قلعه کچکه مربوط به سده‌های میانه دوران‌های تاریخی پس از اسلام است و در شهرستان سلسله (الشتر)، بخش فیروزآباد، دهستان فیروزآباد، ۵ کیلومتری شمال شرق روستای تملیه واقع شده و این اثر در تاریخ ۳۰ بهمن ۱۳۸۶ با شمارهٔ ثبت ۲۱۱۲۹ به‌عنوان یکی از آثار ملی ایران به ثبت رسیده است.